# メアリ・H・クラーク
メアリ・ヒギンズ・クラーク（英語: Mary Higgins Clark, 1927年12月24日 - 2020年1月31日）は、アメリカニューヨーク在住の小説家。「サスペンスの女王」として知られる。

## 生涯
ニューヨークで、アイルランド系の家庭に生まれた。11歳で父親と死別し、家計を助けるため15歳から働き始める。秘書やスチュワーデスとして働いた後、結婚を機会に執筆の道に入る。キャロル・H・クラークは実の娘。
その作品の多くは、精神的なトラウマを持つ女性がそれを克服するというモチーフによる。視覚的な表現が巧みであり、映画のようだと評されることもある。
2020年1月31日、フロリダ州で老衰のため死去。92歳没。

## 作品
- 『子供たちはどこにいる』 (Where Are The Children? 1975年)深町真理子訳. 河出書房新社, 1977　新潮文庫、1980
- 『誰かが見ている』 (A Stranger is Watching 1977年)
- 『揺りかごが落ちる』 (The Cradle Will Fall 1980年) 深町真理子訳. 新潮文庫 1981
- 『永遠の闇に眠れ』 (A Cry in the Night 1982年)山本瑠美子訳. 角川文庫 1986
- 『暗夜に過去がよみがえる』 (Stillwatch 1984年)深町真理子 訳. 新潮文庫 1989
- 『いまは涙を忘れて』 (Weep No More, My Lady 1987年)深町真理子 訳. 新潮文庫 1993
- 『愛しいひとの眠る間に』 (While My Pretty One Sleeps 1989年)深町真理子 訳. 新潮文庫 1990
- 『アナスタシア・シンドローム』 (The Anastasia Syndrome and other Stories 1989年)深町真理子 訳. 新潮文庫 1993
- 『ダンスシューズが死を招く』 (Loves Music, Loves to Dance 1991年)深町真理子 訳. 新潮文庫 1996
- 『オルゴールの鳴る部屋で』 (All around the town 1992年)宇佐川晶子訳. 新潮文庫 1996.
- 『あなたに会いたくて』 (I'll Be Seeing You 1993年)宇佐川晶子訳. 新潮文庫 1997
- 『リメンバー・ハウスの闇のなかで』 (Remember Me 1994年)宇佐川晶子訳. 新潮文庫 1999
- (The Lottery Winner 1994年)
- 『恋人と呼ばせて』 (Let me call you Sweetheart 1995年)深町真理子訳. 新潮文庫 1999
- 『追跡のクリスマスイヴ』 (Silent Night 1995年)深町真理子 訳. 新潮文庫 1996
- 『月夜に墓地でベルが鳴る』 (Moonlight Becomes You 1996年))宇佐川晶子 訳. 新潮文庫 2001
- (My Gal Sunday: Henry and Sunday Stories 1996年)
- 『見ないふりして』 (Pretend You Don't See Her 1997年)深町眞理子, 安原和見訳. 新潮文庫 2002
- 『君ハ僕ノモノ』 (You Belong To Me 1998年)宇佐川晶子 訳. 新潮文庫　2002
- 『小さな星の奇蹟』 (All Through the Night 1998年)
- 『殺したのは私』 (We'll meet again 1999年)深町眞理子, 安原和見訳. 新潮文庫 2002
- 『さよならを言う前に』 (Before I Say Good-Bye 2000年)宇佐川晶子訳. 新潮文庫　2003
- 『誘拐犯はそこにいる』 (Deck the Halls 2000年、娘キャロル・H・クラークとの共著)宇佐川晶子訳. 新潮文庫 2003
- (He sees you, when you are sleeping 2001年)
- (On the Street Where You Live 2001年)
- 『魔が解き放たれる夜に』 (Daddy's little girl 2002年)安原和見 訳. 新潮文庫 2004
- 『消えたニック・スペンサー』 (The Second Time Around 2003年)宇佐川晶子 訳. 新潮文庫 2005.
- 『20年目のクラスメート』 (Nighttime is my Time 2004年)宇佐川晶子 訳. 新潮文庫 2006
- (The Christmas Thief 2004年、娘キャロルとの共作)
- (No Place Like Home 2005年)
- (Two Little Girls in Blue 2006年)
- (I Heard that Song Before 2007年)
- (Kitchen Privileges (Memoirs) 2007年)
- (Santa Cruise 2007年、娘キャロルとの共作)
- (Where are you now? 2008年)
- (Dashing through the snow 2008年、娘キャロルとの共作)
- (Just Take My Heart 2009年)
- (The Shadow of Your Smile 2010年)
- (I'll walk alone 2011年)
- (Daddy's Gone A Hunting 2013年)

## 編著
- 『ショウほど素敵な犯罪はない アメリカ探偵作家クラブ傑作選(11)』 メアリ・ヒギンズ・クラーク編 大村美根子他訳 早川書房 1989 (ハヤカワ・ミステリ文庫)

## 映画化作品
- 『誰かが見ている』1982年
- 『子供たちはどこにいる』 1986年
- 『殺したのは私』 2002年

## 受賞歴
- Grand Prix de Literature Policier 1980
- Gold Medal of Honor, American-Irish Historical Society 1993年
- Spirit of Achievement Award, Albert Einstein College of Medicine of Yeshiva University 1994年
- Gold Medal in Education, National Arts Club 1994年
- Horatio Alger Award 1997年
- Deauville Film Festival Literary Award 1998年
- Outstanding Mother of the Year 1998年
- Catholic Big Sisters Distinguished Service Award 1998年
- Bronx Legend Award 1999年
- Graymoor Award, Franciscan Friars 1999年
- MWA賞 2000年
- Ellis Island Medal of Honor 2001年
- Passionists' Ethics in Literature Award 2002年
- Christopher Life Achievement Award 2003年
- アガサ賞 2010年